# Llúdria marina
La llúdria marina (Enhydra lutris) és un mamífer marí originari de les costes septentrionals i orientals del nord de l'oceà Pacífic. Els adults solen pesar entre 14 i 45 kg, cosa que en fa els membres més pesants de la família dels mustèlids tot i ser un dels mamífers marins més petits. A diferència de la majoria de mamífers marins, l'aïllament principal de la llúdria marina es compon d'un pelatge excepcionalment espès, el més dens d'entre tots els animals. La llúdria marina viu majoritàriament a l'oceà, tot i que és capaç de caminar per terra.
La llúdria marina viu a medis propers a la costa, on busseja fins al fons marí per buscar menjar. S'alimenta principalment d'invertebrats marins com ara eriçons de mar, diversos mol·luscs i crustacis i algunes espècies de peixos. Els seus costums de caça i alimentació són destacables en diversos aspectes. D'una banda, utilitza roques per arrancar preses del fons marí i per obrir-ne les closques, cosa que en fa una de les poques espècies de mamífer que fan servir eines. És una espècie clau a gran part del seu àmbit de distribució, car controla poblacions d'eriçons de mar que altrament causarien greus danys als ecosistemes de bosc de varec. La seva dieta també inclou espècies valuoses pels humans com a forma d'aliment, cosa que ha provocat conflictes entre les llúdries marines i els pescadors.
Les llúdries marines, que antigament eren entre 150.000 i 300.000, foren caçades a gran escala per obtenir-ne el pelatge entre el 1741 i el 1911, fent que la població mundial caigués a 1.000-2.000 individus situats en una petita part del seu àmbit de distribució històric. La posterior prohibició de caçar llúdries marines, els esforços ecologistes i els programes de reintroducció a àrees poblades anteriorment han contribuït a un increment del nombre d'animals. Actualment, l'espècie ocupa uns dos terços de la seva distribució original. La recuperació de la llúdria marina és considerada un dels grans èxits de la conservació marina, tot i que recentment les poblacions de les illes Aleutianes i Califòrnia han minvat o han quedat estancades a un nivell baix. Per aquest motiu (i per la seva especial susceptibilitat als vessaments de petroli), la llúdria marina és classificada com a espècie amenaçada.

## Taxonomia
La primera descripció científica de la llúdria marina es pot trobar a les notes de camp de Georg Steller (1751). L'espècie fou descrita per Linné al seu Systema Naturae (1758). Originalment fou anomenada Lutra marina, però sofrí nombrosos canvis de nom fins que finalment fou acceptada el 1922 com a Enhydra lutris. El nom genèric Enhydra deriva dels ètims grecs en/εν ('dins') i hydra/ύδρα ('aigua'), amb el significat de 'dins l'aigua', mentre que el nom específic llatí lutris significa 'llúdria'. Antigament se li feia referència com a «castor marí», malgrat que el seu parentesc amb els castors és llunyà. No se l'ha de confondre amb la llúdria costanera sud-americana, una espècie rara de llúdria originària de la costa sud-occidental de Sud-amèrica. Algunes altres espècies de llúdria es troben sovint en hàbitats costaners marins, tot i que viuen majoritàriament a l'aigua dolça. El visó marí del nord-est de Nord-amèrica, ja extint, era un altre mustèlid adaptat al medi marí.

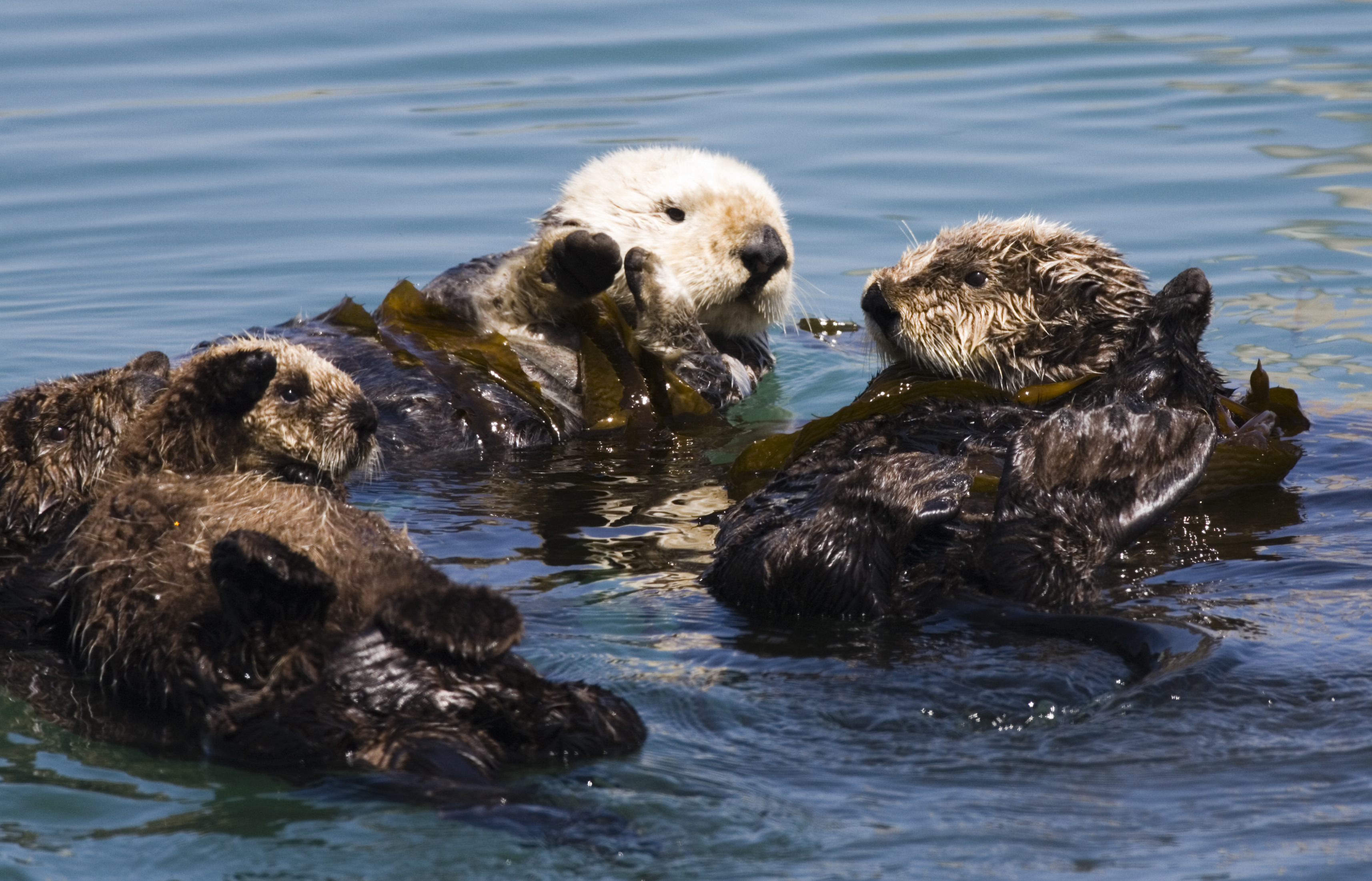
Tot i ser un llinatge de mamífer marí relativament recent, la llúdria marina pot viure a l'oceà a totes les etapes de la seva vida.

## Depredadors
Els depredadors de les llúdrigues marines solen ser la orca, el lleó marí de Califòrnia, el pigarg americà, el llop, el coiot, el os bru i el tauró blanc.